# Kokusai Ku-7
Kokusai Ku-7 Manazuru (真鶴 zahodna oznaka Buzzard) je bil eksperimentalno twin boom vojaško jadralno letalo, ki so ga razvili na Japonskem med 2. Svetovno vojno. Lahko je prevažal 32 vojakov, 7600 kg tovora, med drugim tudi lahke tanke (tanket). Ku-7 je potreboval močno vlečno letalo, kot npr. Nakajima Ki-49 ali Mitsubishi Ki-67. Na verzijo Ki-105 Otori so namestili motorje.

## Verzije=
- Ku-7: Velik eksperimentalni vojaški jadralnik
- Ku-7-II: Originalna oznaka za Ki-105.
- Ki-105 Otori: leteči tanker z motorji, 9 zgrajenih

## Tehnične specifikacije (Ku-7)
Podatki iz Encyklopedia Uzbrojenia;
Splošne karakteristike
- Posadka: two
- Število sedežev: 32 potnikov ali 8000kg tovora, lahko tudi 8 tonski tanket
- Dolžina: 19,92 m (65 ft 4¼ in)
- Razpon kril: 35,0 m (114 ft 10 in)
- Višina:  ()
- Površina kril: 100,37 m² (1080 ft²)
- Teža praznega letala: 3536 kg (7800 lb)
- Naložena teža: 12000 kg (26455 lb)
- Uporaben tovor: 7664 kg (16900 lb)
- Maks. vzletna teža: 11000 kg (24250 lb)

 Zmogljivost 
- Neprekoračljiva hitrost: 355 km/h (192 vozlov, 220 mph)
- Potovalna hitrost: 220 km/h (108 vozlov, 125 mph)